# Javier Bosma
Javier Bosma, född 6 november 1969 i Roses, är en spansk beachvolleybollspelare.
Bosma blev olympisk silvermedaljör i beachvolleyboll vid sommarspelen 2004 i Aten.